# 인동 김씨
인동 김씨(仁同金氏)는 경상북도 구미시 인동면을 본관으로 하는 한국의 성씨이다.
시조 김정(金淀)은 수원 김씨의 시조인 김품언(金稟言)의의 후손이며, 조선의 인동부사(仁同府使) 등을 지냈다.

## 참고 자료
- “인동김씨(仁同金氏)”. 뿌리를 찾아서.[깨진 링크(과거 내용 찾기)]